# Piotr Jełfimau
Piotr Piatrowicz Jełfimau (biał. Пётр Пятровіч Елфімаў; ros. Пётр Петрович Елфимов, Piotr Pietrowicz Jełfimow; ur. 15 lutego 1980 w Mohylewie) – białoruski piosenkarz i kompozytor. 
Reprezentant Białorusi w 54. Konkursie Piosenki Eurowizji (2009). Od 2018 wokalista heavymetalowego zespołu Gran-Kuraż.

## Młodość
Pochodzi z rodziny o muzycznych tradycjach. Jego ojciec (Piotr) był basistą w zespole kościelnym, a matka pełniła funkcję dyrygentki chóru, a w 2007 została wyróżniona tytułem najlepszego dyrygenta spośród 50 uczestników podczas międzynarodowego festiwalu w Polsce.
W 1998 ukończył Liceum Taneczno-Choreograficzne w Mohylewie, jest też absolwentem Akademii Muzycznej w Białorusi. Od 2007 jest nauczycielem w Instytucie Wiedzy Współczesnej im. A M. Szyrokowa.

## Kariera muzyczna
Po raz pierwszy wystąpił na scenie w wieku sześciu lat. W wieku czternastu lat został solistą w zespole wokalnym Double W. W 1999 założył grupę Egoist, której był wokalistą oraz autorem utworów. Swoją pierwszą kompozycję, „If You Only Knew”, napisał w wieku 18 lat. W latach 1999–2003 był liderem drużyn uczestniczących w konkursach muzycznych organizowanych przez KVN (dowodził m.in. ekipie Uniwersytetu Białorusi oraz Uniwersytetu Ludzkiej Przyjaźni w Rosji).
W 2004 zdobył pierwszą nagrodę podczas Międzynarodowego Festiwalu Sztuk „Słowiański Bazar” organizowanego w Witebsku. W 2005 wydał swój debiutancki album studyjny, zatytułowany Ja choczu, a dwa lata później – płytę pt. Kołokoła. W międzyczasie rozpoczął pracę nad materiałem na trzeci album, zatytułowany Glance of Love. Oprócz tego, zagrał ponad 50 koncertów w kraju i za granicą, a w jego scenicznym repertuarze można znaleźć nie tylko autorskie propozycje, ale także utwory zespołu Deep Purple oraz polskich artystów, w tym m.in. Czesława Niemena. 

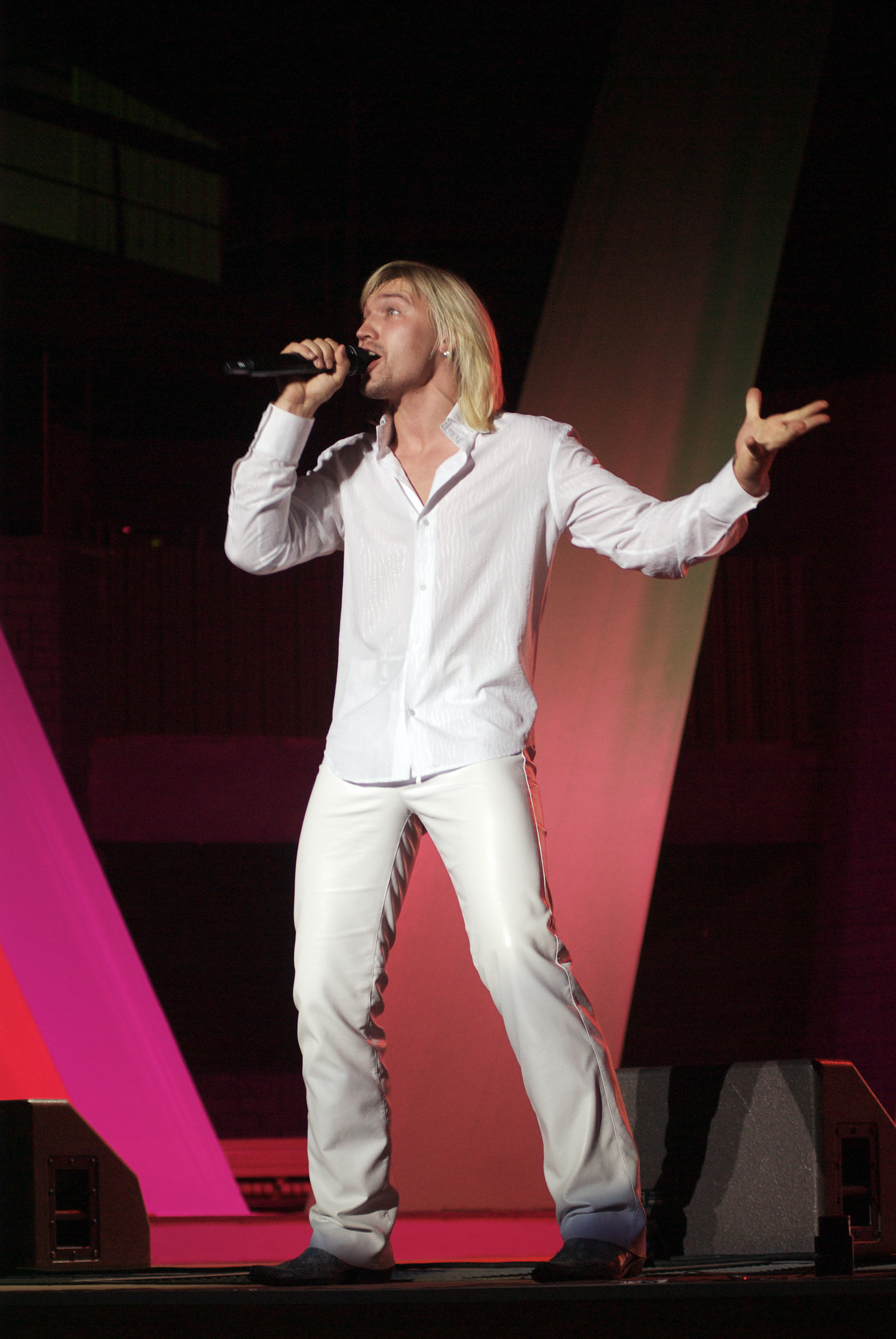
Piotr Jełfimau podczas koncertu, 2008

W 2009 z piosenką „Eyes That Never Lie” zgłosił się do krajowych eliminacji eurowizyjnych EuroFest 2009 i zakwalifikował się do stawki półfinałowej. Awansował do finału organizowanego 19 stycznia, i zajął w nim pierwsze miejsce z wynikiem 11 475 głosów telewidzów, zostając reprezentantem Białorusi w 54. Konkursie Piosenki Eurowizji w Moskwie. Choreografię i prezentację sceniczną jego występu przygotował mu Janusz Józefowicz. Pomimo początkowego niezadowolenia ze współpracy z polskim choreografem duet wspólnie przygotował eurowizyjny występ. 12 maja wystąpił jako czwarty w kolejności w pierwszym półfinale konkursu i zajął 13. miejsce z 25 punktami na koncie, przez co nie zakwalifikował się do finału. Wynik skomentował m.in. szef delegacji białoruskiej, Alaksandr Martynienka, który stwierdził, że „przyczyną porażki Białorusi podczas półfinału był brak charyzmy Piotra Jełfimaua”. W tym samym roku piosenkarz wydał swój pierwszy album kompilacyjny, zatytułowany S nowym rażdieniem.
W 2010 uczestniczył w Mistrzostwach Świata Sztuk Widowiskowych. Jesienią 2013 roku uczestniczył w przesłuchaniach do drugiej edycji programu telewizji Pierwyj kanał Gołos. Pomyślnie przeszedł etap „przesłuchań w ciemno”, zostając członkiem drużyny Leonida Agutina. Po udanych występach podczas tzw. „bitew” i „nokautu” został jednym z uczestników odcinków na żywo. Odpadł w odcinku ćwierćfinałowym. Jesienią 2015 dotarł do finału drugiego sezonu programu Gławnaja scena.
W 2018 został wokalistą heavymetalowego zespołu Gran-Kuraż, zajmując miejsce Jewgenija Kolczina.

## Dyskografia
Albumy studyjne
- Ja choczu (2006)
- Kołokoła (2007)

Albumy kompilacyjne
- S nowym rożdienjem (2009)